# Білин (Ковельський район)
Бі́лин — село в Україні, у Ковельській міській громаді Ковельського району Волинської області. Населення становить понад 1200 осіб.

## Історія
У 1906 році село Любитівської волості Ковельського повіту Волинської губернії. Відстань від повітового міста 9 верст, від волості 14. Дворів 240, мешканців 1508.

## Населення
Згідно з переписом УРСР 1989 року чисельність наявного населення села становила 1309 осіб, з яких 591 чоловік та 718 жінок.
За переписом населення України 2001 року в селі мешкало 1187 осіб.

### Мова
Розподіл населення за рідною мовою за даними перепису 2001 року:
| Мова       | Чисельність | Відсоток |
| ---------- | ----------- | -------- |
| українська | 1211        | 99,18%   |
| російська  | 9           | 0,74%    |
| білоруська | 1           | 0,08%    |
| Усього     | 1221        | 100%     |

## Освіта
У серпні 2011 р. почалося будівництво нової школи поруч із діючою. На початок будівництва у школі навчалося 138 дітей. Білин — перспективне, приміське село, розташоване за 9 км від міста Ковеля. У ньому мешкає 1259 жителів, із них 257 дітей. Тому нова школа розрахована на майже 200 учнівських місць. Приміщення ж діючої школи в перспективі буде реконструйоване під дошкільний навчальний заклад.
Будівництво цього освітнього закладу було внесено до переліку об'єктів, що фінансуються у 2011 році за рахунок субвенції Держбюджету. Проектно-кошторисна документація виготовлена за кошти місцевого бюджету. Ремонтні роботи здійснюватиме спільне українсько-польське підприємство «Shynaka Україна». В цьому році на будівництво навчального закладу Уряд виділив 3,2 млн грн., у наступному планується — 10 млн грн. Наприкінці 2016 року відбулось символічне відкриття школи, що  з 6 грудня 2019 року має назву Білинський ліцей.

## Транспорт
Біля південної околиці є зупинний пункт Білин-Волинський на залізниці Ковель — Сарни.

## Відомі люди
- Жук (Вовкун) Лідія Сергіївна — (нар. 28 серпня 1958). Народна артистка України, Заслужений артист України (1997).

## Галерея

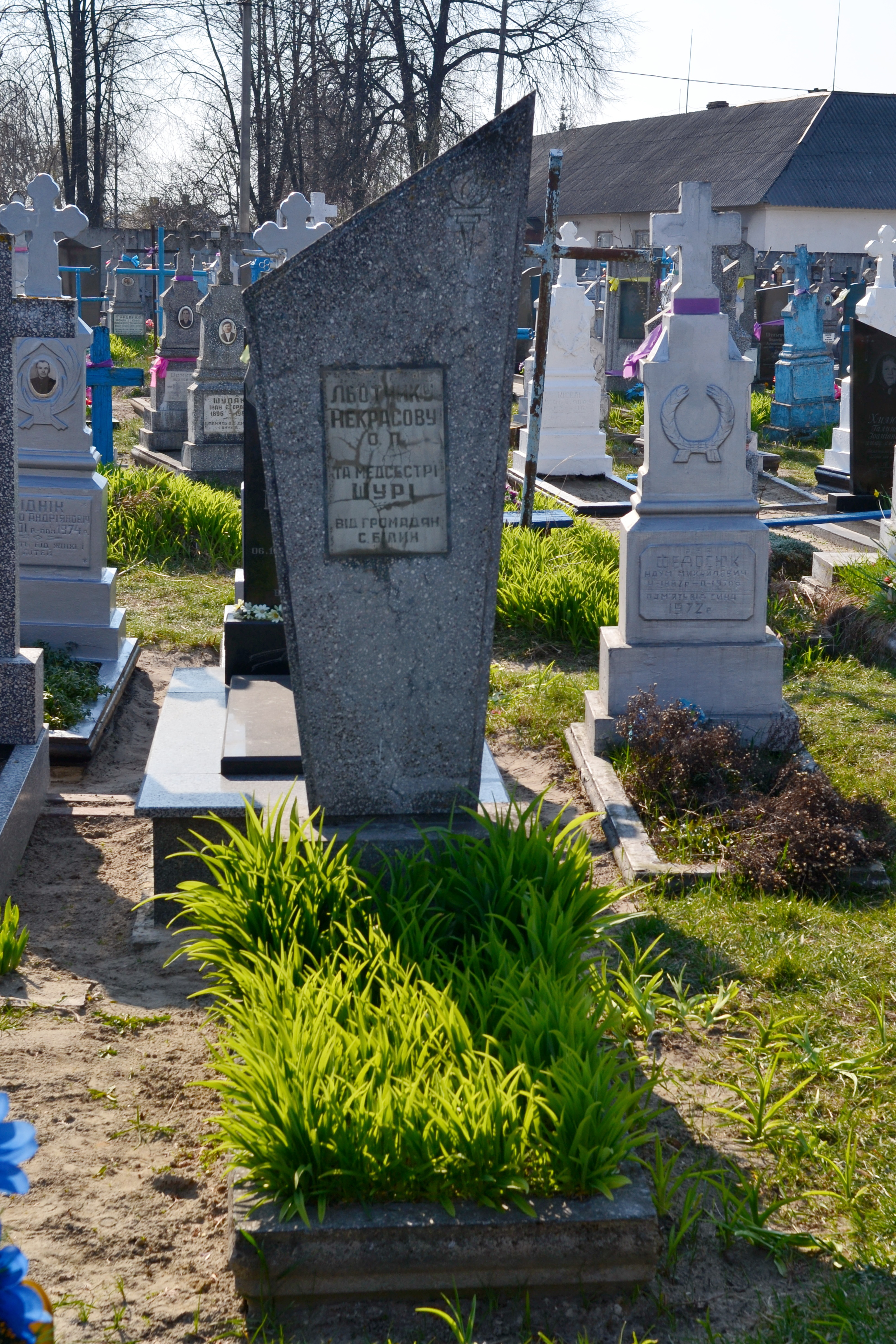
Могила льотчика Некрасова О. П. (на кладовищі)
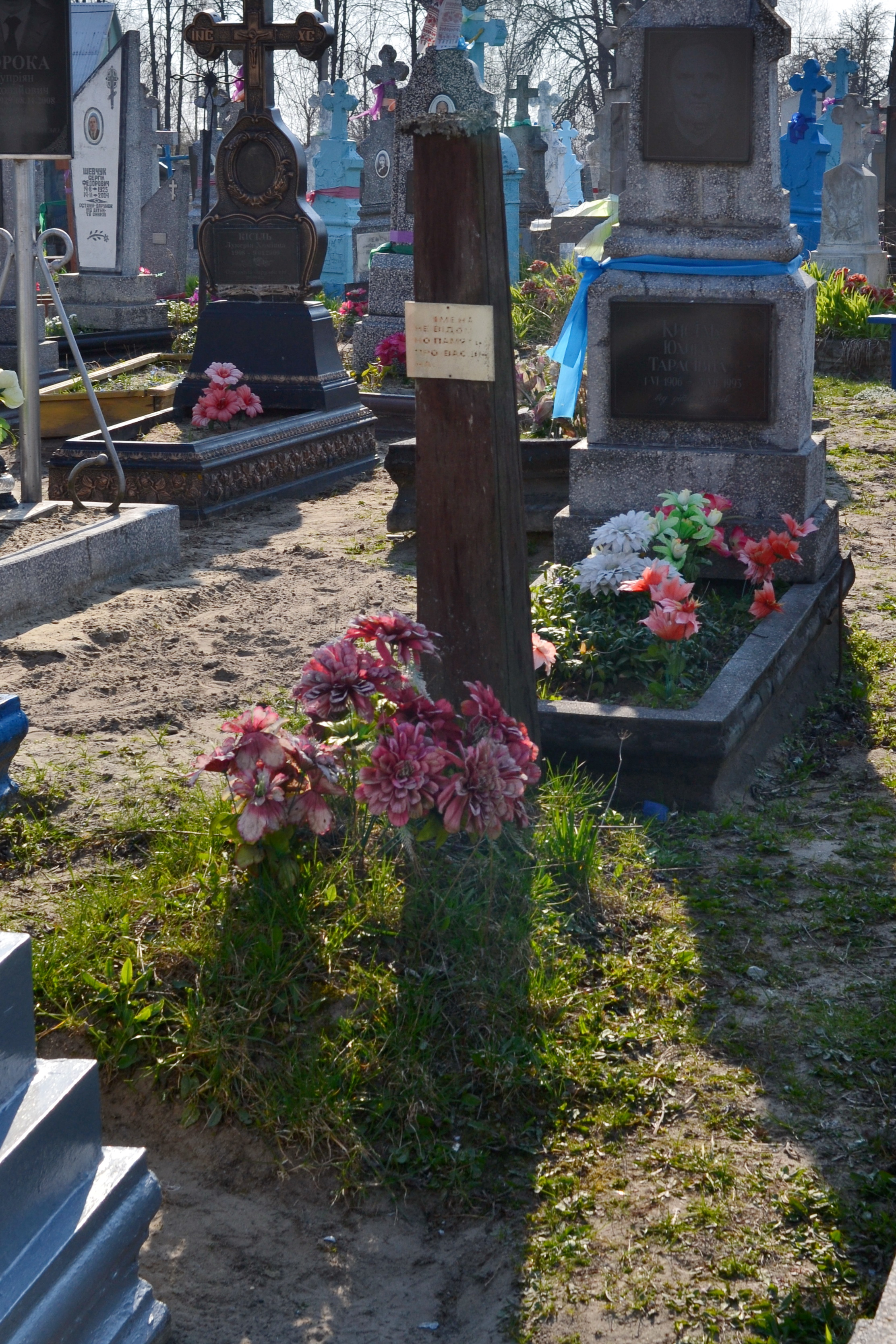
Могила невідомого радянського воїна (на кладовищі)